# Mahn Win Khaing Than
Mahn Win Khaing Than ([máɴ wɪ́ɴ kʰàɪɴ θáɴ] en birmano: မန်း ဝင်း ခိုင် သန်း; 23 de abril de 1952) es un político y abogado karen birmano que se desempeñó como presidente de la Asamblea de la Unión de 2016 a 2018 y presidente de la Cámara de Nacionalidades desde 2016 hasta su destitución en el golpe de Estado de 2021.

## Primeros años
Nació en el municipio de Hintada, región de Ayeyarwady, el 23 de abril de 1952. Es de etnia karen y cristiano. Es nieto de Mahn Ba Khaing, quien se desempeñó como Ministro de Industria y Ministro de Trabajo en el gabinete anterior a la independencia del gobierno de la AFPFL, y fue asesinado junto a Aung San, padre de Aung San Suu Kyi, en 1947 en Rangún. Mahn Win Khaing Than se graduó de la Universidad de Artes y Ciencias de Rangún con un título en derecho en 1975.

## Carrera política
Anteriormente se desempeñó como secretario de la Asociación de Literatura y Cultura de Karen y se unió a la Liga de la Unión Karen en 1990, que participó en las elecciones de ese mismo año. Se unió a la Liga Nacional para la Democracia en 2013 y participó por primera vez en las elecciones de 2015. En las elecciones de 2015, compitió y ganó el distrito electoral N°8 del estado de Kayin para un escaño en la cámara alta del país.
Tras el golpe de Estado de 2021, Mahn Win Khaing Than se escondió con otros altos funcionarios de la Liga Nacional para la Democracia que también escaparon al arresto.
El 9 de marzo de 2021, Mahn Win Khaing Than fue nombrado vicepresidente interino de Myanmar por el Comité Representante de la Asamblea de la Unión, un gobierno en el exilio integrado por legisladores derrocados de la Liga Nacional para la Democracia que ganaron escaños en las elecciones de 2020.
El 16 de abril de 2021, Mahn Win Khaing Than fue nombrado Primer Ministro de Myanmar (no Consejero de Estado de Myanmar) por el Comité Representante de Pyidaungsu Hluttaw como parte del recién formado Gobierno de Unidad Nacional.